# C93 (库拉索)
C93是荷屬安地列斯古拉索的一個政黨，1993年由斯坦利·布朗成立，他想使荷屬安地列斯成為荷蘭的第十三省。在2002年1月18日的荷屬安地列斯選舉中，該黨得到古拉索3.55%的選票，然而沒有獲得任何席位。C93於2006年解散。